# Bellulia wui
Bellulia wui là một loài bướm đêm thuộc họ Erebidae. Nó được tìm thấy ở Vân Nam ở Trung Quốc.
Sải cánh dài 11–12 mm. Cánh trước màu nâu sáng. Cánh dưới màu xám sáng.